# 10189 Normanrockwell
10189 Normanrockwell è un asteroide della fascia principale. Scoperto nel 1996, presenta un'orbita caratterizzata da un semiasse maggiore pari a 2,6726585 UA e da un'eccentricità di 0,0902452, inclinata di 8,02149° rispetto all'eclittica. 
L'asteroide è dedicato al pittore statunitense Norman Rockwell. 